# Oficina de Lord Chamberlain

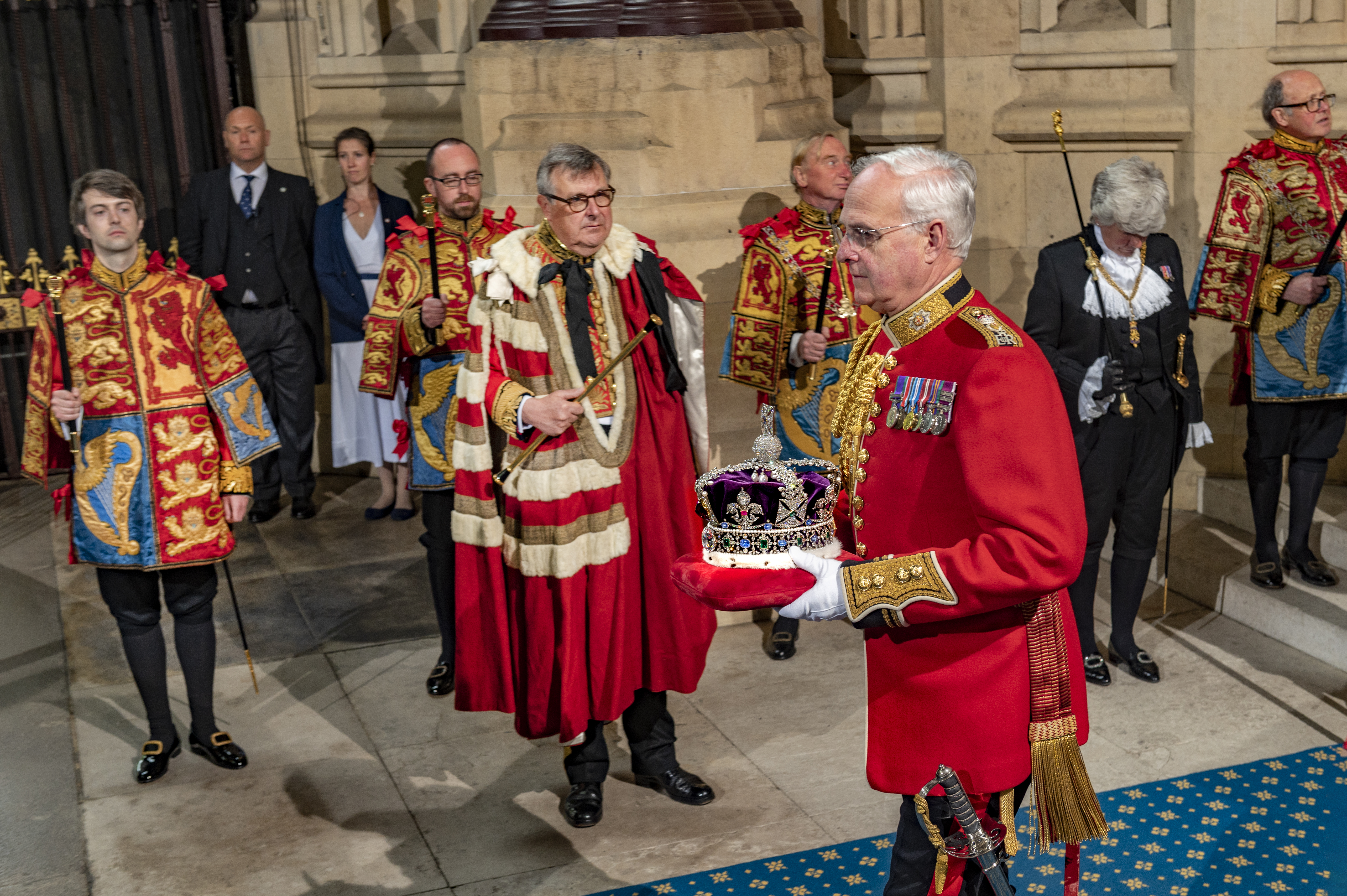
teniente coronel Michael Vernon, Contralor de la Oficina del Lord Chambelán, cuyas responsabilidades ceremoniales incluyen el transporte de la Corona del Estado Imperial hacia y desde el Palacio de Westminster para la Apertura Estatal del Parlamento.

La Oficina de Lord Chamberlain es un departamento dentro de la Casa Real Británica. Se ocupa de cuestiones como el protocolo, las visitas de estado, las investiduras, las fiestas en el jardín, las bodas reales y los funerales. Por ejemplo, en abril de 2005 organizó la boda de Carlos, Príncipe de Gales y Camilla Parker Bowles.También es responsable de autorizar el uso de las Armas Reales.
Como Lord Chamberlain es un puesto a tiempo parcial, el trabajo diario de la Oficina lo lleva a cabo el Contralor de la Oficina de Lord Chamberlain.

## Lista de Contralors
- Sir Spencer Ponsonby-Fane GCB ISO (1857-1901)
- Mayor general Sir Arthur Ellis, GCVO MC (1901-1907)
- General de brigada Sir Douglas Dawson, GCVO KCB CMG (1907-1920)
- Coronel el Honorable Sir George Crichton, GCVO DL (1920-1936)
- Teniente coronel Sir Terence Nugent, GCVO MC (1936-1960)
- Brigadier Sir Norman Gwatkin, GCVO DSO (1960-1964)
- Teniente coronel Sir Eric Penn, GCVO OBE MC (1964–1981)
- Teniente coronel Sir John Johnston, GCVO MC (1981–1987)
- Teniente coronel George Alston-Roberts-West, CVO DL (1987–1990)
- Teniente coronel Sir Malcolm Ross, GCVO OBE (1991–2005)
- Teniente coronel Sir Andrew Ford, GCVO (2006-2018)
- Teniente Coronel Michael Vernon (2019-presente)

## Censura teatral
La Oficina de Lord Chamberlain tenía un papel más significativo (bajo la Ley de Teatros de 1843) en la sociedad británica antes de 1968, ya que era el censor oficial de prácticamente todo el teatro representado en Gran Bretaña. Los propietarios de teatros comerciales estaban generalmente satisfechos con la seguridad que les brindaba este arreglo; siempre que presentaran solo obras con licencia, eran efectivamente inmunes al enjuiciamiento por cualquier ofensa que pudiera causar una obra. Sin embargo, hubo campañas de dramaturgos en oposición a la censura de Lord Chamberlain, como las que involucraron a James Matthew Barrie en 1909 y 1911. Algunas obras de teatro no obtuvieron licencia en la década de 1930, durante el período de apaciguamiento, porque eran críticas con el régimen nazi alemán y se temía que permitir que se representaran ciertas obras podría alienar a lo que todavía se consideraba un gobierno amigo. Esto incluyó Follow My Leader de Terence Rattigan, que se presentó a la oficina de Lord Chamberlain en 1938 pero no se le otorgó una licencia debido a su descripción ridícula del gobierno alemán. No se le concedió una licencia hasta 1940 tras el fin del apaciguamiento. Lord Cromer, luego Lord Chamberlain, consultaba regularmente al Ministerio de Relaciones Exteriores y, en ocasiones, a la Embajada de Alemania. En este último caso, las presentaciones estaban destinadas a ser leídas por un "alemán amistoso".
En la década de 1960, había muchos dramaturgos y productores que deseaban producir obras controvertidas como Lady Chatterley's Lover. Compañías de teatro como el Royal Court Theatre entraron en conflicto abierto con la Oficina del Lord Chamberlain. A veces recurrían a medidas como declararse clubes privados para la representación de determinadas obras. Saved, de Edward Bond, y A Patriot for Me, de John Osborne, jugaron un papel importante en la preparación de la Ley de Teatros de 1968. La Oficina del Lord Chambelán técnicamente tenía jurisdicción sobre las actuaciones privadas, pero en general había evitado involucrarse con clubes privados de buena fe hasta Saved. Si bien tenían motivos para ser procesados, existía el temor de que esto pusiera en tela de juicio la censura teatral en su conjunto. Esto es precisamente lo que sucedió después de que el Royal Court Theatre fuera procesado. El director William Gaskill fue despedido y la compañía fue multada, pero la publicidad que rodeó el caso puso en duda la necesidad del papel del Lord Chamberlain en el teatro. En 1966 se creó el Joint Select Committee para debatir posibles cambios en la Ley de Teatros, a raíz del descontento con la forma en que se estaba gestionando la censura teatral. Estaba compuesto por ocho representantes de la Cámara de los Lores, ocho plebeyos y testigos de diversa procedencia teatral, entre ellos Peter Hall. El comité se reunió entre 1966 y 1967, a lo largo de dieciséis sesiones, y su resultado final fue la abolición de la función de censor oficial en la Ley de Teatros de 1968.